# 吉田聰
吉田聰（日语：／ Yoshida Satoshi，1960年12月8日—），日本漫畫家。男性。福岡縣出生，出身於神奈川縣藤澤市堂。B型血。其名字中的「吉」在日本的漢字是寫作「𠮷」（上面一個「土」，下面一個口）。

## 來歷
高中畢業之後，吉田聰從東京設計學院商業設計系退學。他在一次滑雪事故中腿部骨折，住院6個月才痊癒，期間他便暗自決定成為漫畫家。
之後師從經常光顧打工冰淇淋店的當地漫畫家Monsieur田中擔任首席助理。並遵從師父「就算變成雞嘴，也不要變成牛尾（這句諺語的意思是說要成為強大的領導者，即使是很小，也不要跟隨）」的建議。1982年，以「天上界Story」獲得《週刊少年King》頒發的第4屆漫畫路大獎羅漢柏獎。雖然《週刊少年King》已經停刊，卻刊登在緊接發行同雜誌的增刊號，從此首次亮相。
同年，《週刊少年King》改裝版《少年King》發表了短篇作品《湘南爆走族》，成為次年年初第一部連載作品。《湘南爆走族》作品一舉成名後，推出動畫錄影帶、電影及周邊商品等，引起了社會現象。
1985年，開始在《週刊少年Sunday》（小學館）連載《無法邪童》。
1987年，《湘南爆走族》在人氣高峰中完結，但他還有《Young Sunday》（小學館）的《純粹新娘純》、《Big Comic Spirits》（小學館）的《Slonin》、《Young King》（少年畫報社）的《湘南塗鴉》這三部作品同時進行連載。
1995年開始在《Young King》（少年畫報社）連載的《酷哥爆走族》至今已經超過25年，途中還轉移至《Young Champion》（秋田書店）。成為一部持續的長期系列。
從那時起，他繼續發表各種作品，從少年雜誌到青年雜誌，甚至是學年雜誌也有。

## 人物
其作品曾經得到動畫導演宮崎駿的讚賞，並表示自己是吉田作品的粉絲，而且曾經為吉田的作品進行解說，還有讚賞《湘南爆走族》是一部「面對社會管理提出不同看法的傑作」。

## 作品列表
- 湘南爆走族（1982年—1988年，《少年King（日语：少年キング）》，少年畫報社）
- 無法邪童（日语：ちょっとヨロシク!）（1985年—1987年，《週刊少年Sunday》，小學館）
- （1986年—1987年，《小二教育技術》，小學館）
- 純粹新娘（日语：純ブライド）（1987年—1988年，《週刊Young Sunday》，小學館）
- Slonin（日语：スローニン）（1987年—1988年，《Big Comic Spirits》，小學館）
- 湘南塗鴉（日语：湘南グラフィティ）（1988年—1989年，《Young King》，少年畫報社）
- （1988年—1991年，《Young King（日语：ヤングキング）》，少年畫報社）
- （1988年，《週刊Young Sunday》，小學館）
- （1988年，《週刊少年Sunday》，小學館）
- （1988年，《週刊少年Sunday》，小學館）
- DADA！（1989年—1991年，《週刊少年Sunday》，小學館）
- 爆走老爸（日语：ハートブレイクパパ）（1991年—1992年，《Mister Magazine（日语：ミスターマガジン）》，講談社）東立出版社
- （1991年—1992年，《Young King》，少年畫報社）
- （1992年—1993年，《Young King》，少年畫報社）
- （1992年—1993年，《Big Comic Spirits》，小學館）
- 超級暴笑男（1993年—1995年，《週刊少年Sunday》，小學館）
- （1994年—1995年，《Big Comic Superior》，小學館）
- BLACK NIGHT HAWK（1994年，《Big Comic Spirits》，小學館）
- 酷哥爆走族（日语：荒くれKNIGHT）（1995年—2005年，《Young King》，少年畫報社）東立出版社
  - 酷哥爆走族 黑色殘響 完結篇（日语：荒くれKNIGHT#荒くれKNIGHT 黒い残響 完結編）（續篇作品，2006年—2016年，《Young Champion（日语：ヤングチャンピオン）》，秋田書店）
  - 酷哥爆走族 Remember Tomorrow（2018年，《Young Champion》，秋田書店）
  - 酷哥爆走族 Remember Tomorrow 後燃器（2018年—2019年，《Young Champion》，秋田書店）
  - 酷哥爆走族 Remember Tomorrow 黑客組織天使（2019年，《Young Champion》，秋田書店）
  - 酷哥爆走族 Remember Tomorrow Slight Return（2019年—2020年，《Young Champion》，秋田書店）
  - 酷哥爆走族 Remember Tomorrow 幽靈音符（2020年—2021年，《Young Champion》，秋田書店）
  - 酷哥爆走族 Remember Tomorrow Dead Flowers（2021年—，《Young Champion》，秋田書店）
- （1995年—1996年，《週刊少年Sunday超（日语：週刊少年サンデーS）》，小學館）
- （1996年—1997年，《Big Comic Spirits》，小學館）
- DUMPERS（1998年—1999年，《Young King 別冊KINGDOM（日语：ヤングキング別冊キングダム）》，少年畫報社）
- 巨人（1998年—1999年，《Super Jump》，集英社）
- （1999年—2000年，《Young Magazine Uppers（日语：ヤングマガジンアッパーズ）》，講談社）
- （2001年—2004年，《Big Comic Spirits》，小學館）
- GOE（2001年—2002年，《小學三年級》，小學館）
- （2002年，《小學三年級》，小學館）
- （道具協力，Big O（日语：長崎尚志），《Morning》，講談社）
- （2008年—2009年，《Morning》，講談社）
- 七月之骨（2010年—2011年，《Big Comic Spirits》，小學館→2011年—2013年，《月刊！Spirits》，小學館）
- 親鸞（2011年，《週刊新漫畫日本史（日语：週刊マンガ日本史#週刊新マンガ日本史）》14號，朝日新聞出版）
- 上班族拝！（日语：サラリーマン拝!）（2013年—2016年，《Big Comic》，小學館）
- （2016年—2017年，《Young Champion》，秋田書店）
- （2017年—2018年，《Big Comic》，小學館）[1]
- 湘南爆走族 First Flag（2022年—，《Young Champion》，秋田書店）

## 助手
- 村枝賢一（日语：村枝賢一）
- 落合裕介（日语：落合裕介）

## 腳註

## 外部連結
- 吉田聰的X（前Twitter） （日語）